# David Strelec
David Strelec (Nové Zámky, 4 de abril de 2001) es un futbolista eslovaco que juega de delantero en el Š. K. Slovan Bratislava de la Superliga de Eslovaquia. Es hijo del exfutbolista Milan Strelec.

## Trayectoria
David Strelec hizo su debut oficial con el Š. K. Slovan Bratislava el 5 de agosto de 2018 MFK Zemplín Michalovce.

## Selección nacional
El 24 de marzo de 2021 debutó con la selección absoluta de Eslovaquia en un partido de clasificación para el Mundial de 2022 ante Chipre que terminó en empate a cero.

### Participaciones en Eurocopas
| Copa          | Sede     | Resultado        | Partidos | Goles |
| ------------- | -------- | ---------------- | -------- | ----- |
| Eurocopa 2024 | Alemania | Octavos de final | 4        | 0     |

## Clubes
| Club                             | País       | Año       |
| -------------------------------- | ---------- | --------- |
| Š. K. Slovan Bratislava          | Eslovaquia | 2018-2021 |
| Spezia Calcio                    | Italia     | 2021-2024 |
| Reggina 1914 (cedido)            | Italia     | 2023      |
| Š. K. Slovan Bratislava (cedido) | Eslovaquia | 2023-2024 |
| Š. K. Slovan Bratislava          | Eslovaquia | 2024-     |

## Palmarés

### Títulos nacionales
| Título                  | Club                    | País       | Año  |
| ----------------------- | ----------------------- | ---------- | ---- |
| Superliga de Eslovaquia | Š. K. Slovan Bratislava | Eslovaquia | 2019 |
| Superliga de Eslovaquia | Š. K. Slovan Bratislava | Eslovaquia | 2020 |
| Copa de Eslovaquia      | Š. K. Slovan Bratislava | Eslovaquia | 2020 |
| Superliga de Eslovaquia | Š. K. Slovan Bratislava | Eslovaquia | 2021 |
| Copa de Eslovaquia      | Š. K. Slovan Bratislava | Eslovaquia | 2021 |
| Superliga de Eslovaquia | Š. K. Slovan Bratislava | Eslovaquia | 2024 |
| Superliga de Eslovaquia | Š. K. Slovan Bratislava | Eslovaquia | 2025 |